# 羊草
羊草（学名：Leymus chinensis）又称碱草，为多年生禾本科赖草属的一种野生牧草。分布在从北纬36°到北纬62°，东经120°到132°的广泛范围内，常用作饲料和人工草地。